# Trinacriomeris archimedis
Trinacriomeris archimedis är en mångfotingart som beskrevs av Pius Strasser 1965. Trinacriomeris archimedis ingår i släktet Trinacriomeris och familjen klotdubbelfotingar. Inga underarter finns listade i Catalogue of Life.